# Csáktornyai Mátyás
Csáktornyai Mátyás 16. századi protestáns prédikátor, széphistóriaszerző.

## Élete
Csáktornyai, dráva-muraközi származású volt. Marosvásárhelyen volt prédikátor. Báthory Zsigmond erdélyi fejedelem 1594. május 17-i oklevelében a közterhek alól mentesítette házát, szőlőjét és szántóföldjét; elrendelte továbbá Mindszenti Benedek udvarhelyi várkapitánynak s az erdélyi fejedelmi tizedek haszonbérlőjének, valamint a marosszéki tiszteknek és a székelyvásárhelyi biráknak és esküdt polgároknak, hogy Csáktornyait semmiféle közteherviselésre ne kényszerítsék.
A magyar irodalom történetében fontos szerepe volt az olvasásra (tehát nem éneklésre) szánt epikus költemény kialakításában; ebben az értelemben Zrínyi Miklós elődjének tekintik.

## Munkái
- Ieles szep historia két görög hertzegröl, erös Aixról es bölcz Vlissesröl. Kolozsvár, 1592. (Az antik tárgyú verses históriát Mindszenti Benedeknek ajánlotta. Forrása feltehetőleg Publius Ovidius Naso Metamorphoses című könyvének Armorum judicium című része lehetett. Új kiadása 1999-ben a Balassi Kiadónál jelent meg Kőszeghy Péter gondozásában.)
- Grobian verseinec magyar enekbe valo forditasa, mellyekben az io tiszteséges erkölcznec regulai viszsza valo értelemmel, vannac meg iratuán. Kolozsvár. 1592[?] (Fordítás Friedrich Dedekind német költő De morum simplicitate libri duo című szatirikus költeményéből. Egyetlen teljes példánya az Országos Széchényi Könyvtárban található.)
- Régenten az római feo aszszonyoknac cifraság tilalmáról való perlődésec az tanacz elöt. Kolozsvár. 1599
- Gróbián; szöveggond., jegyz., utószó Kőszeghy Péter; Balassi, Bp., 1999 (Régi magyar könyvtár. Források)
- Illyefalvi István, Cserényi Mihály, Csáktornyai Mátyás, Póli István, Beythe István, Baranyai Decsi János, Ceglédi Nyíri János, Munkácsi János és ismeretlen szerzők históriái, Telegdy Kata verses levele, Fortuna sorsvetőkönyv, naptárversek, 1587–1600; sajtó alá rend. Orlovszky Géza; Balassi, Bp., 2004 (Régi magyar költők tára)

Mind a három munka névtelenül jelent meg; a versfejekben és egyebütt neve Csiakthornaeus-, Tsiacthornaeus-, Czáktornaeus- és Cháktornainak van írva.